# Sasha Kaun
Aleksandr Olégovich "Sasha" Kaun - en ruso: Александр Олегович Каун- (Tomsk, Siberia, 8 de mayo de 1985) es un exjugador de baloncesto ruso que jugó varias temporadas en su país y una sola temporada en los Cleveland Cavaliers de la NBA. Con 2,11 metros de estatura, jugaba en la posición de pívot

## Trayectoria deportiva

### Universidad
Jugó durante cuatro temporadas con los Jayhawks de la Universidad de Kansas, en las que promedió 6,1 puntos, 3,9 rebotes y 1,1 tapones por partido. En 2008 consiguió con su equipo el título de campeón de la NCAA, tras ganar a Memphis en la final, tras una prórroga, por 75-68. Kaun consiguió en ese partido 4 puntos y 2 rebotes.

### Profesional
Fue elegido en la quincuagésimo sexta posición del Draft de la NBA de 2008 por Seattle SuperSonics, siendo la última elección en un draft del ya desaparecido equipo en su historia antes de trasladarse a Oklahoma City. Sus derechos fueron traspasados a Cleveland Cavaliers, pero finalmente regresó a su país para fichar por el CSKA Moscú por tres temporadas.
Pasó en Moscú siete temporadas, donde ganó en cinco ocasiones la Liga de Rusia y otras cinco la VTB United League.
En junio de 2015 anunció su retirada, a pesar de tener sólo 30 años, debido a haber perdido la ilusión de jugar. Dos meses después anuncia su fichaje con los Cleveland Cavaliers por un año y otro opcional. Debutó en la NBA el 28 de octubre de 2015 ante Memphis Grizzlies.
Luego de terminar su primera temporada en la NBA y habiendo conseguido el título, el 25 de julio de 2016 anunció nuevamente su retirada, retirándose así como campeón con una sola temporada en la liga.

### Selección nacional
Debutó con Rusia en el Mundial de 2010, donde finalizaron en séptima posición.
Fue integrante del combinado absoluto ruso que ganó el bronce en los Juegos Olímpicos de Londres 2012.

## Estadísticas de su carrera en la NBA

### Temporada regular
| Año     | Equipo    | PJ | PT | MPP | %TC  | %3P  | %TL  | RPP | APP | ROB | TPP | PPP |
| ------- | --------- | -- | -- | --- | ---- | ---- | ---- | --- | --- | --- | --- | --- |
| 2015-16 | Cleveland | 25 | 0  | 3.8 | .529 | .000 | .455 | 1.0 | .1  | .2  | .2  | .9  |
| Total   | Total     | 25 | 0  | 3.8 | .529 | .000 | .455 | 1.0 | .1  | .2  | .2  | .9  |

## Vida personal
Sasha se casó con Taylor Blue, jugadora de fútbol de la Universidad de Kansas.